# Зелепухин, Александр Григорьевич
Александр Григорьевич Зелепухин (9 ноября 1937, Яшкино, Оренбургская область — 27 февраля 2016, Оренбург) — советский и российский государственный деятель, народный депутат РСФСР (1990—1991), первый заместитель главы администрации (губернатора) Оренбургской области (2000—2001), член Совета Федерации Федерального Собрания РФ от исполнительной власти Оренбургской области (2001—2004).

## Биография
В 1960 г. окончил факультет механизации Оренбургского сельскохозяйственного института. Работал на комсомольских, партийный и административных должностях Оренбургской области: с 1963 г. — заместитель секретаря Орского сельского производственного комитета ВЛКСМ, затем работал заведующим отделом комсомольских организаций, вторым и первым секретарем Оренбургского областного комитета ВЛКСМ; с 1974 г. — первый секретарь Оренбургского районного комитета КПСС; с 1980 г. — заведующий сельскохозяйственным отделом Оренбургского областного комитета КПСС; в 1984 г. был назначен генеральным директором НПО «Южный Урал»; 1985—1990 гг. — первый заместитель председателя исполкома Оренбургского областного Совета.
С 1990 г. — начальник Главного планово-экономического управления Оренбургской области, с 1992 г. — начальник Оренбургского областного управления (затем — департамента) сельского хозяйства.
В 1994—1998 гг. — депутат Законодательного собрания Оренбургской области 1-го созыва.
В 1999—2001 гг. — директор Всероссийского института мясного скотоводства (ВНИИМС, г. Оренбург).
С 2000 по 2001 г. — первый заместитель главы администрации (губернатора) Оренбургской области; совмещал должности первого вице-губернатора и директора ВНИИМС (в институте не получал зарплаты).
С декабря 2001 по апрель 2004 г. — член Совета Федерации Федерального Собрания Российской Федерации от администрации — исполнительного органа государственной власти Оренбургской области.
В 2006—2011 гг. — депутат ЗС Оренбургской области 4-го созыва по списку Аграрной партии России, председатель мандатной комиссии, заместитель председателя комитета Законодательного Собрания области по вопросам образования, науки, культуры и спорта.

## Награды[1]
- Орден Ленина.
- Орден Трудового Красного Знамени.
- Заслуженный работник сельского хозяйства Российской Федерации (1994).
- Медаль «За вклад в развитие агропромышленного комплекса» 1 и 2 степени.